# Pimes

Bandera no oficial o'odham

Els pima són una tribu ameríndia que parlen una de les llengües tepimanes del grup uto-asteca, que s'anomena a si mateixa o'odham o a'a'tam "el poble del riu". El mot pima ve de la frase pi 'añi mac o pi mac i vol dir "no ho sé" en la seva llengua, i es deu a una confusió dels primers missioners que els visitaren. Viuen als marges dels rius Gila i Salt, a Arizona. Es poden dividir en dos grups:
- Pima del Nord, que es divideixen en tres grups: pima pròpiament dits, pàpago i sobaipuri. Tots ells viuen a Arizona, EUA.
- Pima de les Terres Baixes, també anomenats nevome, i tepehuans, que viuen a Sonora, Mèxic.

## Localització
Actualment, la majoria de la població es basa en la Comunitat índia Gila River (GRIC), encara que en els temps històrics d'un gran nombre d'Akimel O'odham van emigrar cap al nord per ocupar les ribes del riu Salt i va formar comunitat índia Pima-Maricopa Salt River (SRPMIC). Ambdues tribus són confederacions de dues cultures diferents que inclouen els maricopes. Dins del poble O'odham hi ha quatre tribus del sud-oest que parlen el mateix llenguatge anomenades Comunitat Índia del Riu Gila (Keli Akimel O'Odham - "gent del riu Gila"), la comunitat índia Pima-Maricopa del riu Salt (Onk Akimel O'Odham - "gent del riu Salt"), la comunitat índia Ak-Chin (Ak-Chin O'odham) i la Nació Tohono O'odham (Tohono O'odham - "poble del desert"). La banda restant, els Hia C-ed O'odham ("gent de la duna de sorra"), no estan reconeguts federalment, però també viuen al sud-oest d'Arizona.
Avui la GRIC és una tribu sobirana que resideix en més de 550.000 acres (2.200 km²) de terra a Arizona central. La comunitat es divideix en set districtes (similars a estats) amb consells propis. És autogovernada per un governador electe (actualment Gregory Mendoza), un tinent governador (actualment Stephen Roe-Lewis) i un consell tribal de 18 membres. El consell és elegit pel districte amb nombre d'elegits determinat per la població del districte. Hi ha més de 19.000 membres inscrits.
Avui la Comunitat Índia del Riu Gila està involucrada en diverses empreses de desenvolupament econòmic, que inclouen tres casinos, camps de golf, un complex de luxe, un parc d'atraccions temàtic de l'oest, diversos parcs industrials, abocadors i oferta de la construcció. La GRIC està també involucrada en l'agricultura i administra les seves pròpies finques i altres projectes agrícoles. La Reserva Índia del Riu Gila és la llar dels maricopes (Piipaa, Piipaash o Pee-Posh - "gent") i dels Keli Akimel O'Odham (també Keli Akimel Au-Authm - "gent del riu Gila", una divisió dels Akimel O'Odham - "gent del riu").
La Comunitat Índia Pima-Maricopa de Salt River és de menor grandària i també es regeix per un president electe i un consell tribal. També participen en jocs d'atzar tribals, projectes industrials, abocadors i oferta de la construcció. La Comunitat Índia Pima-Maricopa de Salt River (SRPMIC) és la llar dels Onk Akimel O'Odham (també On'k Akimel Au-Authm - "gent del riu Salt", una divisió dels Akimel O'Odham - "gent del riu"), els Maricopa de Lehi (autoanomenats Xalychidom Piipaa o Xalychidom Piipaash - "gent que viu cap a l'aigua", descendents de refugiats halchidhoma), els Tohono O'Odham ("gent del desert") i alguns Keli Akimel O'Odham (també Keli Akimel Au-Authm - "gent del riu Gila", una altra divisió dels Akimel O'Odham - "gent del riu").
La Comunitat índia Ak-Chin es troba a la vall de Santa Cruz a Arizona. La comunitat està formada bàsicament per Ak-Chin O'odham (Ak-Chin Au-Authm, també anomenats Pima, una altra divisió dels Akimel O'odham - "gent del riu") i Tohono O'odham, així com alguns yoemes. Cap al 2000 la població que vivia a la comunitat era de 742 persones. Ak-Chin és una paraula O'odham que vol dir "boca del rierol" o "lloc on el rentat es perd en la sorra o en la terra."

## Demografia
Es creu que eren 4.000 el 1687, però baixaren a 2.500 el 1775 pels atacs espanyols. Pel 1910 només en restaven 5.500 individus, però el 1960 augmentaren a 7.600, i el 1970 eren 8.500 indis, el 1980 uns 10.000 i el 1990 uns 12.000. Tanmateix, el 1995 hi havia 10.000 pima a Gila River i uns 5.100 pima-maricopa a Salt River.
Pel que fa als pima mexicans, per una banda hi ha un miler de nevome, dels quals uns 800 encara parlen la llengua. Per altra banda, els tepehua, parents dels pima, viuen a Durango i es divideixen en dos grups: els del SE, que eren uns 5.000 el 1980, i els del SO, que eren entre 4 i 6.000 el 1980.
Segons dades de la BIA del 1995, a la Reserva Gila River hi havia 11.500 habitants. A la de Salt River hi havia 5.480 juntament amb els maricopa.
Segons el cens dels EUA del 2000, hi havia 11.493 pima censats, inclosos 2.886 pima-maricopa.

## Costums

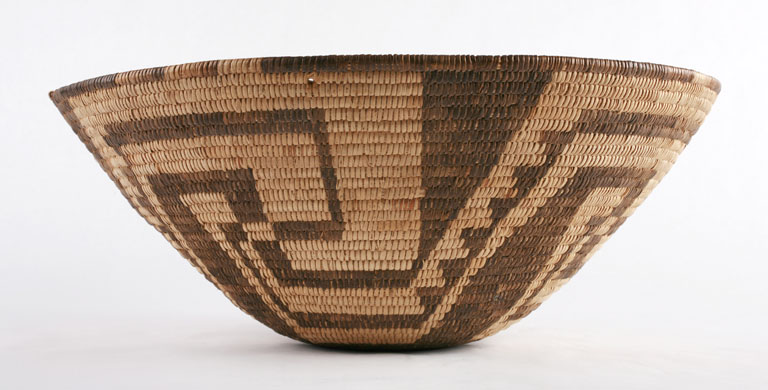
Un Akimel O'odham cistella en la col·lecció permanent The Children's Museum of Indianapolis.

Eren amics dels pàpago i dels cocopa i maricopa, amb qui formaren una Confederació, i enemics dels apatxe i dels yuma.
Els homes duien el pèl llarg i es pintaven la cara, i vestien sandàlies de cuir, un escut amb drap d'escorça interior de salze i una manta de cotó, i les dones una faldilla de cuiro fins als genolls. Socialment, es dividien en cinc clans totèmics patriarcals que vivien en harmonia intermatrimonial, i eren bons cistellers i poters. Practicaven una ramaderia intensiva que els permetia el manteniment de grans viles, com als pàpago, amb una organització política complexa. Tenien una forta organització tribal, amb un cap suprem escollit pels caps dels viles, basant-se en les seves qualitats i no al naixement, que eren responsables de la direcció de projectes d'irrigació comunals i de protegir les viles contra els apatxes. Tant les plantacions com les collites eren tasques cooperatives.
Llurs habitatges, anomenats uahki, tenien forma de palangana invertida sense xemeneia, i feia 10 x 25 peus, amb un bastiment central de fusta. Vivien del conreu de l'atzavara, blat de moro, síndria, carabassa, tabac i cotó, i elaboraven teixits, kihau (cistella de càrrega) i licor de sanguaro. Des del 1812 van adoptar la ramaderia vacuna i empraren un calendari fet amb bastons.
Empraven el gos com animal de càrrega, que fou substituït pel cavall en el segle xvii. Les caravasses eren usades com atuells, feien servir bastons per a cavar, i fabricaven aixadells, ganivets, arades, jous, morters, safates, forquilles, cullerots i gàbies. Llurs instruments musicals eren el timbal, el picarol, la flauta i un bastó amb galzes gratat per un altre bastó.
Llur dansa ritual consistia en un cercle amb els braços estesos sobre els muscles, peu a terra i doblegant el genoll. En elles bebien el navait (beguda ritual), celebraven orgies sanguinolentes, i en elles les dones escollien el marit. La poligàmia rara vegada passava de les tres mullers, i hom podia divorciar-se'n fàcilment. Mataven els nens deformes, i els nens sans eren purificats amb una cerimònia similar a la del baptisme. Després eren educats en la religió i en la guerra, així com en la moral. Els vells eren abandonats emmig del desert, i com a senyal de dol es tallaven el pèl.
Creien que la mort esdevenia per influència màgica, i per això enterraven els difunts amb aigua i menjar. Escollien un cap suprem i un consell. Els esclaus eren apatxe presoners. No permetien la prostitució, ni la mandra, les borratxeres ni les mentides. La seva religió originària creia en un caos primitiu que es concertà formant la massa terrestre, i que el Gran Màgic va crear el món.

## Història

### Orígens
Potser són descencents dels creadors de la Cultura Hohokam, ja que practiquen el mateix sistema d'irrigació i el mateix tipus de vila; i potser les ruïnes d'adob del pueblo de Casa Grande són seves. Es creu que arribaren a la zona vers el 20.000 aC. S'autonomenaven Othama fins al primer contacte amb els europeus. Aleshores els anomenaren Pimos i després Pima. Durant la primera part del segle xix hi havia vuit viles pima al riu Gila, anomenades pels missioners espanyols Kina, Equituni, Uturituc, Casa Blanca i Sacaton. Els Akimel O'otham encara anomenen respectuosament els seus llogarets del Districte #1-Oos kehk, Districte #2-Hashan Kehk, Districte #3-Gu U Ki(Sacaton), Districte #4-Santan, District #5-Vahki (Casa Blanca), Districte #6-Komatke, i Districte #7-Maricopa Colony.

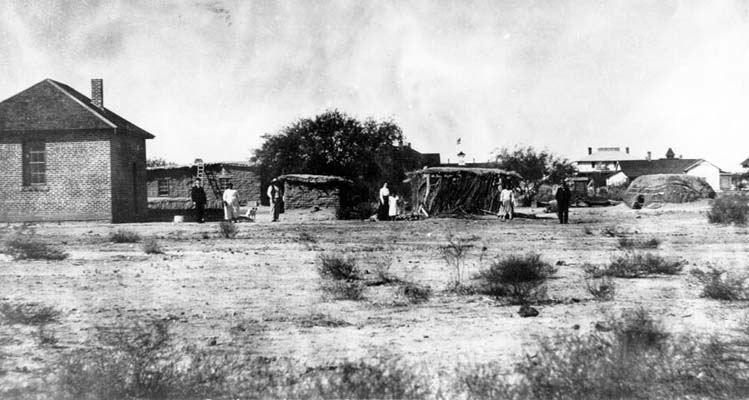
Llar pima en 1900.

Els Akimel O'Otham (coneguts antropològicament com a Pima) eren un subgrup dels Alts O'otham o Alts Pima (Pima Alto) les terres dels quals eren conegudes pels espanyols com a Pimería Alta. Aquests grups eren culturalment relaiconats. Es creu que són descendents culturalment del grup arqueològic conegut com a Hohokam. El terme Hohokam deriva de la paraula o'otham "Huhugam" (pronunciada hoo-hoo-gahm) traduïda literalment com a "els qui venen de fora" però que vol dir "els avantpassats".

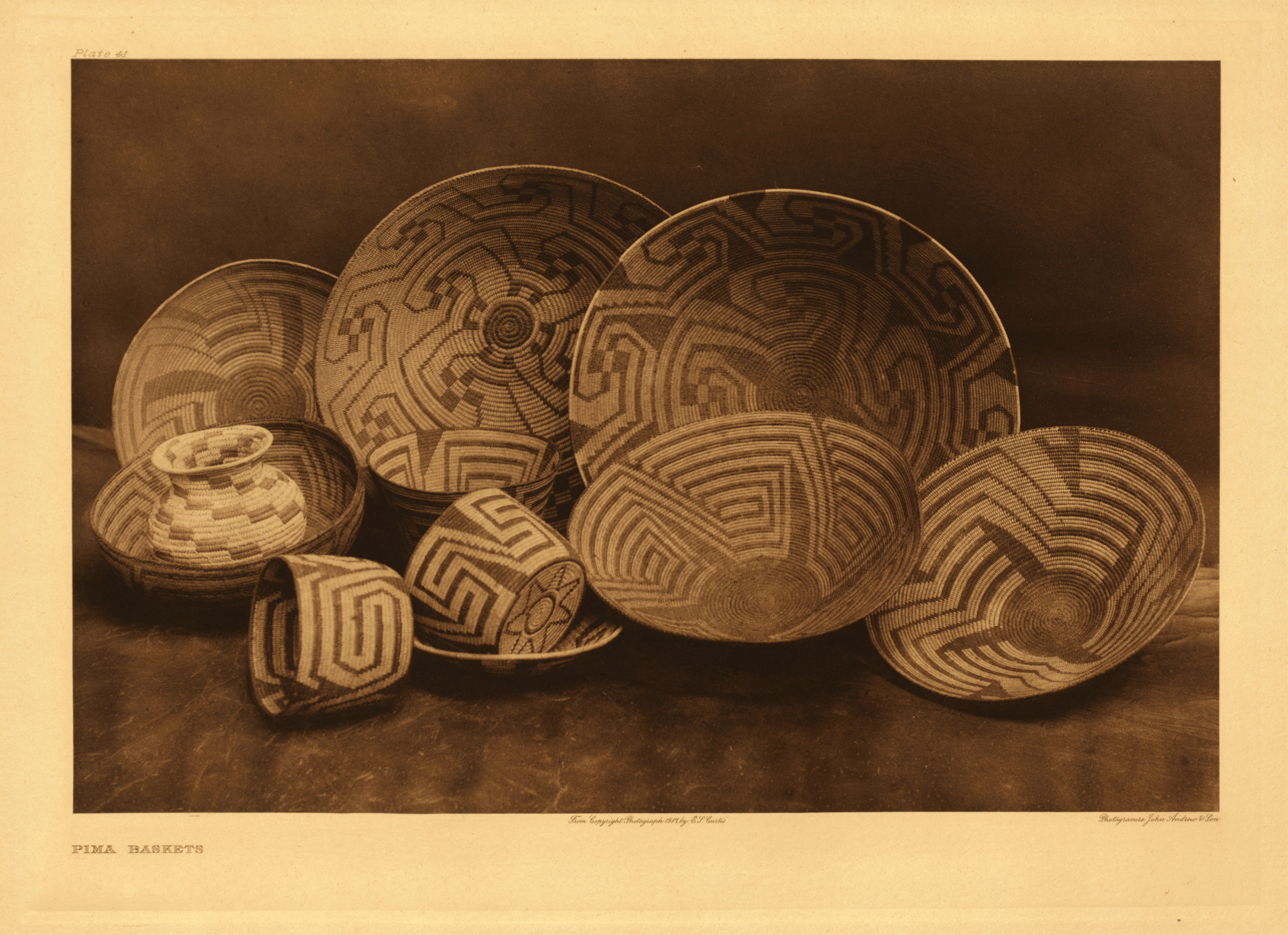
Cistelles pima, fotografiades el 1907 per Edward S. Curtis.

Els Pima Alto eren subdivits basant-se en diferències culturals, econòmiques i lingüístiques en dos grups principals:
Els coneguts com a Pimas o Pimes del riu:
- Akimel O'otham (Akimel Au-Authm - "gent del riu", o simplement Pima, vivien al nord i al llarg dels rius Gila, Salt i Santa Cruz a Arizona)
  - On'k Akimel O'odham (On'k Akimel Au-Authm - "gent del riu Salt", vivien al llarg del riu Salt), a l'actual reserva de Salt River.
  - Keli Akimel O'otham (Keli Akimel Au-Authm, o Akimel O'odham - - "gent del riu Gila", vivien al llarg del riu Gila), Comunitat Índia Gila River (GRIC)
- Ak-Chin O'Odham (Ak-Chin Au-Authm),[5] Comunitat Índia Ak-Chin
- Sobaipuri (o simplement Sobas, anomenats pels Akimel O'odham com a Rsársavinâ - "tacats", vivien a les valls del rius San Pedro i Santa Cruz, foren invadits pels apatxes arivaipa i pinaleño i buscaren refugi entre els Tohono O'odham i Akimel O'odham, amb els qui es van fondre posteriorment)

Els coneguts com a Papagos o Pimes del Desert: Nació Tohono O'odham 
- Tohono O'odham ("poble del desert", anomenats pels veïns Akimel O'odham com a Pahpah Au-Authm o Ba:bawĭkoʼa - "menjadors de fesols", que també es pronuncia Papago pels espanyols, vivien als deserts i muntanyes semiàrides al sud de Tucson, Tubac i al sud del riu Gila)[6]
  - Kuitatk (kúí tátk)
  - Sikorhimat (sikol himadk)
  - Wahw Kihk (wáw kéˑkk)
  - San Pedro (wiwpul)
  - Tciaur (jiawul dáhăk)
  - Anegam (ʔáˑngam - "salze del desert")
  - Imkah (ʔiˑmiga)
  - Tecolote (kolóˑdi, també cú´kud kúhūk)
- Hia C-eḍ O'odham ("poble de les dunes de sorra", també anomenats pels veïns O'odham com a Hia Tadk Ku:mdam - "trituradors d'arrels de sorra",[7] coneguts també com a Papagos de Sorra o Pimes de Sorra, vivien a l'oest i sud-oest dels Tohono O'odham al Gran Desierto de Altar del desert de Sonora entre Ajo Range, el riu Gila, el riu Colorado i el sud del Golf de Califòrnia al nord-oest de Sonora, Mèxio, on els Tohono O'odham eren coneguts com a U'uva:k o U'uv Oopad, anomenats per les Muntanyes Tinajas Altas)
  - Areneños Pinacateños o Pinacateños[8] (vivien a Sierra Pinacate, anomenada pels Hia C-eḍ O'Odham Cuk Doʼag a les Muntanyes Cabeza Prieta d'Arizona i Sonora)
  - Areneños (vivien al Gran Desierto al voltant de les muntanyes, que era llar dels Areneños Pinacateños)

### Evolució posterior
Van ser descoberts per Vázquez de Coronado el 1540, quan ocupaven set poblats junt al riu Gila, i evangelitzats pel p. Kino entre el 1687 i el 1712. Cap al 1639 van patir la primera epidèmia de verola, que els reduí, però així i tot, pel 1770 es calcula que eren uns 10.000 individus.
Cap al 1810 un grup de maricopes se'ls uní cercant protecció contra mexicans i apatxe. El 1846 Stephen Kearney contactà amb ells i en general foren pacífics amb els blancs, i quan la febre de l'or de Califòrnia (1849-1850) van proporcionar menjar i escortes als buscadors d'or; també van proporcionar escortes a les campanyes contra els yuma del 1851-1852 i els apatxe del 1861 al 1886, cosa que desintegrà la seva cultura tribal. Alhora, EL 1849 van formar la Confederació Pima-Maricopa, encapçalada pel cap Culo Azul, i que englobava uns 10.000 individus.
Després de la guerra amb Mèxic del 1853, el territori conegut com a Pimeria fou repartit entre els EUA i Mèxic.

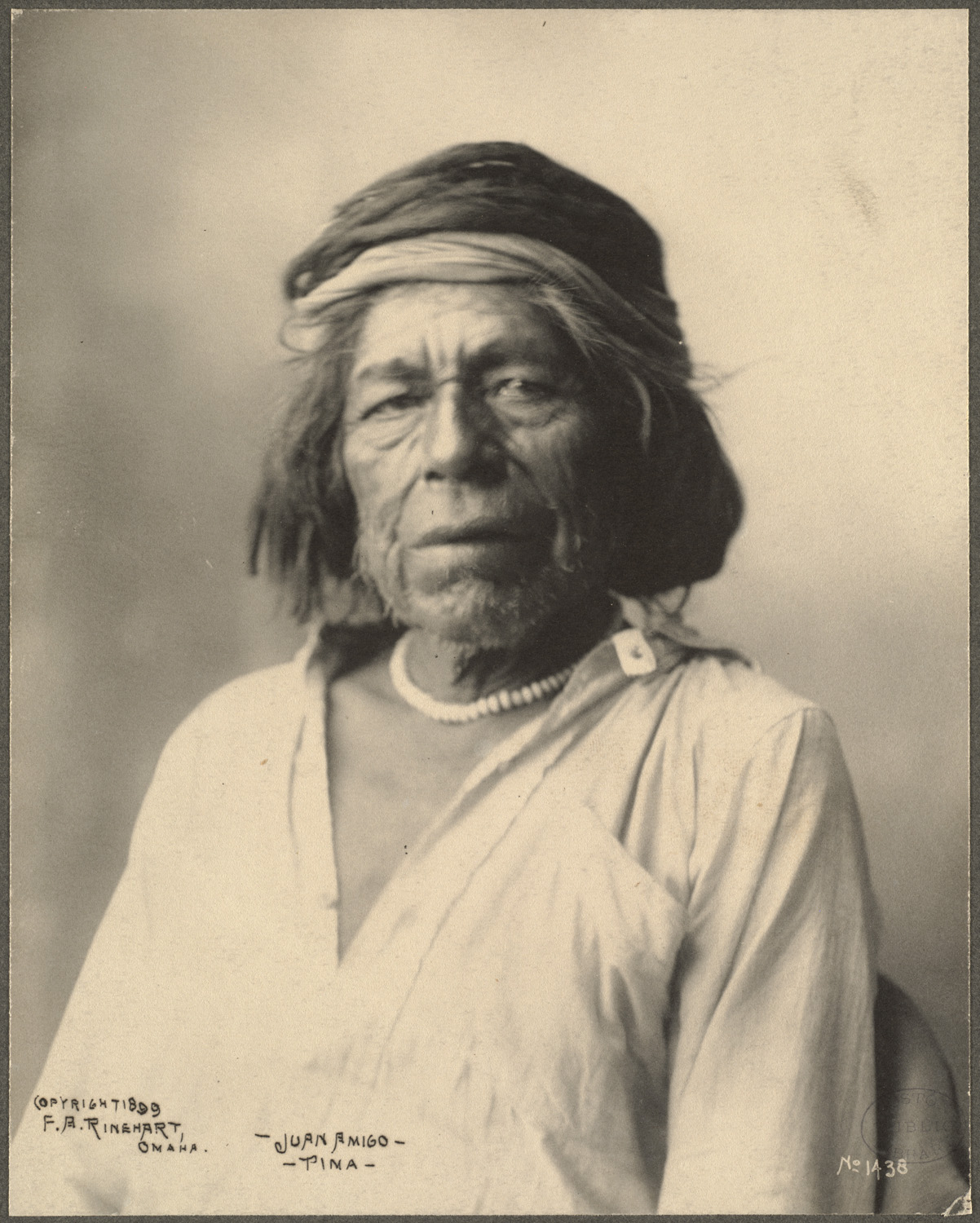
Juan Amigo, Pima

Mercè el seu ajut als colons, aquests els van vendre armes i així el 1857 venceren als yavapai a Maricopa Wells. El 1859 els concediren una Reserva Pimeria de 64.000 acres. Ja que des del 1863 foren atacats pels confederats, ajudaren a la Unió durant la Guerra de Secessió sota el comandament del xamà Juan Chavarría, capità de la Confederació Pima-Maricopa. Comerciaven amb els blancs i els ajudaren contra els apatxe, per la qual raó el 1866 reberen visites de missioners presbiterians. Però el 1869 una epidèmia de verola devastà els habitants del riu Gila, entre ells els pima, que en foren els grans perjudicats.
En morir Culo Azul el 1872, el darrer cap de la Confederació, el seu fill Antonio Azul (1872-1908) va signar acords amb el govern dels EUA el 1871-1872, de manera que entre el 1879 i el 1882 els van concedir una reserva al riu Gila. Però la tribu havia estat força delmada, ja que passà dels 11.000 individus el 1850 a 5.300 el 1890.
El 1897 els EUA obriren una escola a la reserva, cosa que provocà que a la pobresa i dependència econòmica se'ls afegís l'aculturació. Endemés, el 1903 es canalitzà el riu Gila, cosa que provocaria que el cap maricopa Cyrus Sun demanés ajut per a regar les terres.
Endemés, el 1911-1913 es va dur a terme en la seva reserva l’allotment que s'havia fet a les altres malgrat les fortes protestes, i per si no n'hi hagués prou els anglos de Florence els deixaren sense aigua pel conreu, i fins al 1924 el Congrés no els va assignar part de l'aigua de l'embassament de Coolidge. Kisto Morago va promoure diversos projectes laborals per als pima.
El 1914 el nou cap dels pima, Antoñito Azul, va rebre 27.000 acres més per conrear, Endemés, el pima Matthew Juan fou el primer soldat dels EUA que va morir en el front francès a la Primera Guerra Mundial.
El 1933 s'aprovaren nous projectes d'irrigació, i el 1936 es creà la Gila River Indian Community Council. Els primers caps en foren Xavier Cawker (1936-1937), Johnson Mc Afee (des del 1937) i Alfred Jackson (fins al 1943). Anna Moore Shaw va escriure les tradicions de la tribu.
Ira Hayes (mort el 1955), pima de Bapluche (Arizona), fou un dels que alçaren la bandera dels EUA a la presa d'Iwo Jima (1943). D'altres herois pima foren Sam Thomas i J.R. Morago.
J.R. Morago, endemés, fou cap del Gila River Indian Community Council del 1954 al 1960, des d'on va lluitar contra la discriminació i per la revisió de la constitució tribal, cosa que aconseguiria a poc a poc un dels successors, Alexander Lewis (1971-1983).
L'any 1987 hi havia 10.688 indis a la reserva de Gila River, alhora que n'hi havia 10.771 més a la ciutat de Phoenix, on abundaven l'alcohol i les malalties.